# Kansler
 Denne artikel omhandler overvejende eller alene danske forhold. Hjælp gerne med at gøre artiklen mere almen.
|  | For andre betydninger af Kansler og Rigskansler, se Tyske kanslere |
En kansler (latin cancellarius) er en officiel titel for personer med forskellige pligter i civilisationer, som er dannet direkte eller indirekte under indflydelse af romerriget.
En tysk og østrigsk regeringschefs titel er forbundskansler (Bundeskanzler).
I den schweiziske regering er forbundskansleren (Bundeskanzler) en minister uden stemmeret. Han eller hun er nærmest en politisk udnævnt sekretariatsleder.

## Kanslerembederne i Danmark
I Danmark har der eksisteret tre kanslerembeder, nemlig kongens kansler (cancellarius), rigskansler (justitiarius, til tider i litteraturen kaldet justitiar), og storkansler hvor det førstnævnte er det ældste. Dronninger og tronfølgere havde dog til tider også embedsmænd, der blev benævnt kanslere.
Som noget usædvanligt nævnes Roskildes biskop Jens Andersen Lodehat ved tre lejligheder (1419, 1421 og 1423) Danmarks riges øverste kansler (summus cancellarius regni nostri Dacie, Rigens i Danmark øverste Kansler og des riikes to Dennemarken ouerste kentzeler). Samme titel dukkede senere kortvarigt op i forbindelse med to biskopper i Roskilde: Johan Jepsen Ravensberg (kaldes en enkelt gang i 1510 supremus cancellarius regni nostri Daciæ) og Joachim Rønnow (magnus cancellarius og archicancellarius). Jens Andersen Lodehat omtales også med en usædvanlig titel, da han 1413-1414 kaldes cancellarius regni Dacie, altså "Danmarks riges kansler", men tydeligvis ikke i betydningen rigskansler.
Sandsynligvis skyldtes det – i det mindste for Peder Jensen Lodehats og Jens Andersen Lodehats vedkommende – at den øverste kansler anvendte og forvarede det danske riges segl, mens en anden var kongens kansler og tog vare på Erik af Pommerns unionssekret. Kronologisk stemmer det med, at titlen øverste kansler først kommer i brug efter Kalmarunionens oprettelse. Ifølge denne forståelse opstod rigskansleren som rettertingskansler, der anvendte og forvarede rettertingsseglet, hvilket stemmer med den almindelige opfattelse.

### Kongens kansler
Kongens kansler fungerede som leder af det kongelige kancelli. Muligvis har betegnelsen cancellarius dog nogen gange i 1400-tallet også været brugt om almindelige embedsmænd i kancelliet. Embedet var gennem middelalderen normalt besat af en gejstlig, hvilket må betragtes som ganske naturligt i lyset af, at de gejstlige næsten var de eneste med den fornødne uddannelse. Ofte fik kongens kanslere høje embeder indenfor kirken efter nogen tid i embedet og blev fx biskopper, selvom de sjældent blev rekrutteret fra samfundets øverste lag. Udover arbejdet i kancelliet blev kongens kansler ofte anvendt ved udenrigspolitiske opgaver, hvor han dog nok oftest fungerede mere som en slags sekretær end egentlig forhandler.
| Niels Jacobsen Ulfeldt                            | 1376             |
| Peder Jensen Lodehat                              | 1396-1398        |
| Hr. Jacob                                         | 1400             |
| Jens Andersen Lodehat                             | 1413-1416        |
| Jens Jacobsen                                     | 1418             |
| Jens Pedersen                                     | 1419-1434        |
| Laurencius Brand (hos Erik af Pommern på Gotland) | 1435-1439        |
| Oluf Mortensen                                    | 1440-1446        |
| Oluf Jensen                                       | 1448-1450        |
| Oluf Mortensen                                    | 1452             |
| Jens Clausen                                      | 1452-1453        |
| Oluf Mortensen                                    | 1454-1455        |
| Tetz Tetzsen Rosengård                            | 1455-1457        |
| Mogens Krafse                                     | 1458             |
| Daniel Kepken                                     | 1459-1460        |
| Jens Brostrup                                     | 1460             |
| Daniel Kepken                                     | 1460-1464        |
| Johannes Theoderi (eller Tyderici)                | 1465             |
| Jens Brostrup                                     | 1469-1472        |
| Johannes "Nicholas"                               | 1473             |
| Jens Pedersen                                     | 1473-1480        |
| Mester Lage Johannis                              | 1482             |
| Niels Skave                                       | 1483-1485        |
| Johan Jepsen Ravensberg                           | 1486-1493        |
| Doktor Hans Clausen                               | 1496             |
| Niels Stigsen Thott                               | 1500-1501        |
| Hr. Hartvig                                       | ukendt tidspunkt |
| Ove Bille                                         | 1506-1520        |

### Senere kongelige kanslere i Danmark
NB: Der er tale om embedsmænd med titel som Kongens Kansler.

Denne liste er ufuldstændig; hjælp gerne med at udfylde den.
- før 1570 Jørgen Friis
- efter 1573 Niels Kaas (konstitueret fra 1570) (senere rigsforstander)

### Rigskansler
Betegnelsen justitiarius i betydningen rigskansler bruges første gang under Valdemar Atterdag i 1350. Før den tid kan kongen selv blive kaldt justitiarius (Erik Menveds gravskrift i Ringsted Kirke) og flertalsformen justitiarii bruges fra midten af 1200-tallet om personer med dømmende myndighed. Endnu i 1400-tallet kunne dommere ved de enkelte landsting også kaldes justitiarius med en tilføjelse om, i hvilket land deres myndighed gjaldt. I nogle tilfælde kan man også finde rigskansleren omtalt som en cancellarius, men dog for det meste med en tilføjelse om, at han er rigets kansler, så han ikke forveksles med kongens kansler.
På dansk finder man i det første år en række betegnelser for embedet, hvilket må tilskrives, at det var et nyt embede, der skulle dannes et navn for. I 1407 kaldes Jens Svendsen Bryms således rettertingskansler, og under Erik af Pommern tales der om en retter i Danmark (eller på plattysk: des riikes to Denemarken zakerichter) og kansler til sager (jf. ovennævnte teori om sammenhængen mellem segl og embede). Andre gange kaldes embedsmanden blot kansler, og først på Christian 1.s tid er navnet rigens kansler dominerende. I litteraturen kan man dog også finde betegnelsen justitiar brugt.
Embedet havde i sin oprindelse tæt forbindelse med det kongelige retterting, da rigskansleren forvarede rettertingsseglet (sigillum ad causas) og stod for anvendelsen af dette på kongebreve knyttet til rettertinget. Derudover optrådte han som vidne på rettertingsvidner. Rekrutteringen til embedet skete til dels fra de gejstliges rækker, men især fra de lavere dele af adelen og særligt fra Sjælland.
| Niels Jensen Munk        | 1350-1364      |
| Esbern Nielsen Bille     | 1365-1367      |
| Godshalk Hemmingsen Degn | 1368/1370-1375 |
| Niels Thygesen Drage     | 1376-1389      |
| Jens Svendsen Bryms      | 1396-1415      |
| Peder Falster            | 1418-1420      |
| Iven Foss                | 1423-1439      |
| Jens Torbensen Sparre    | 1443-1460      |
| Kjeld Nielsen Algudsen   | 1461-1468      |
| Jep Jensen Sparre        | 1468-1472      |
| Evert Grubbe             | 1473-1486      |
| Hans Kjeldsen            | 1486-1494      |
| Jørgen Marsvin           | 1494-1523      |

### Senere rigskanslere i Danmark
NB: Der er tale om embedsmænd med titel af Rigets Kansler, ikke Kongens Kansler.

Denne liste er ufuldstændig; hjælp gerne med at udfylde den.
- 1524-1533 Niels Henriksen Arenfeldt
- 1536-1544 Jørgen Qvitzow
- 1544-1566 Antonius Bryske
- 1570-1585 Eiler Grubbe
- 1586-1609: Arild Huietfeldt
- 1616- 1639 Christian Friis (Skaktavl)
- 1609-1630: Jakob Ulfeldt
- 1630-1640: Christen Thomesen Sehested
- 1640-1646: Just Høg
- 1646-1660: Christoffer Urne
- 1660-1674: Peder Reedtz
- 1674-1676: Peder Schumacher Griffenfeld

### Storkanslere i Danmark
Storkanslerembedet var en forløber for statsministerembedet, se også Danske statsministre
- 1676-1686: Frederik Ahlefeldt
- 1699-1708: Conrad Reventlow
- 1708-1721: Christian Sehested
- 1721-1730: Ulrik Adolf Holstein